# Karl Heinrich Bergius
Karl Heinrich Bergius (1790 – enero de 1818) fue un médico, farmacéutico, naturalista, y explorador alemán.

## Biografía
Participó en la caballería germana, en las guerras napoleónicas, entre 1812 a 1814, obteniendo la cruz de hierro. Luego estudió farmacia en Berlín donde adquirió interés en botánica. Fue convocado por Martin Hinrich Lichtenstein, director del Museo de Zoología de Berlín, que buscaba jóvenes dispuestos a ir a países remotos con el objetivo de recolectar especímenes. Con esa finalidad fue enviado a Sudáfrica como asistente de ses amigos Diederik Pallas y de Pieter Heinrich Polemann, propietarios de una farmacia en Ciudad del Cabo.
Bergius llegó a África en 1815, manteniendo correspondencia con Lichtenstein. En esos envíos, Bergius menciona su proactividad, pero también testigo de sus dificultades, especialmente sus condiciones de vida pobres y el rápido deterioro de su salud. Lamentaba la escasez de cartas recibidas de Europa y la falta de documentación y material disponible para su trabajo.
Durante su estadía en África mandó especímenes de Morus capensis (alcatraz del Cabo) y de Sterna bergii (gavilán de pico amarillo), que serían descriptas por Lichtenstein.
Falleció de tuberculosis pulmonar aislado y pobre en Ciudad del Cabo en 1818.

## Eponimia
Animales
- El charrán piquigualdo Thalasseus bergii Lichtenstein 1823

Vegetales
- (Adiantaceae) Cheilanthes bergiana Schltdl.[3]
- (Asteraceae) Berkheya bergiana Söderb.[4]
- (Bromeliaceae) Tillandsia × bergiana Takiz. & Koide[5]
- (Cyperaceae) Ficinia bergiana Kunth[6]
- (Dennstaedtiaceae) Hypolepis bergiana (Schltdl.) Hook.[7]
- (Ericaceae) Octopera bergiana D.Don[8]
- (Melastomataceae) Leandra bergiana Cogn.[9]
- (Myrtaceae) Marlierea bergiana D.Legrand[10]
- (Onagraceae) Epilobium bergianum A.K.Skvortsov[11]
- (Papaveraceae) Papaver bergianum C.E.Lundstr.[12]
- (Poaceae) Eragrostis bergiana Trin.[13]
- (Rosaceae) Crataegus × bergiana R.Doll[14]
- (Rosaceae) Rosa bergiana Almq.[15]
- (Scrophulariaceae) Diascia bergiana Link & Otto[16]
- (Thelypteridaceae) Thelypteris bergiana (Schltdl.) Ching[17]
- (Ophioglossaceae) Ophioglossum bergianum Schltdl.[18] Sutton, D.A.[1][2]